# هدف ذهبي
الهدف الذهبي هي قاعدة في كرة القدم، وهوكي الحقل، وهوكي الجليد تستخدم لتحديد الفائز في المباراة في حال تعادل الفريقين بعد انتهاء الوقت الأصلي للمباراة. ويلعب الفريقان وقتا إضافيا على شوطين كل منهما مدته 15 دقيقة. وأي فريق يحرز هدفا تنتهي المباراة به لصالحه.
تم اللجوء إلى هذه الطريقة للحد من عدد المباريات التي تنتهي بركلات الترجيح التي ازدادت في ذلك الوقت.
وبدأ العمل بها رسميا في كأس الأمم الأوروبية لكرة القدم عام 1996. وانتهى العمل بهذا النظام تماما في عام 2004 في كافة بطولات كرة القدم باستثناء كرة القدم الشاطئية.

## التاريخ
أول مباراة تم تطبيق فيها الهدف الذهبي كانت مباراة أوروغواي وأستراليا في كأس العالم للشباب وكانت تعرف وقتها بالـ Sudden Death أو الموت المفاجيء ولكن كان المصطلح يحوي دلالات سلبية مما دفع الفيفا إلى تعديلها إلى الهدف الذهبي.
وفي عام 1996 تم الاتفاق بين الفيفا واليويفا على تطبيق النظام الجديد في كأس الأمم الأوروبية. وفازت ألمانيا في النهائي علي التشيك بقدم أوليفر بيرهوف في الدقيقة 95.
وكان هذا النظام مثار انتقاد واسع من الجميع واقتنعت الفيفا بعدم نزاهة هذه الطريقة. حتى قررت في عام 2004 إلغاء هذا النظام والعودة إلى النظام القديم.

## المباريات التي انتهت بالهدف الذهبي
كأس العالم 1998

فرنسا 1-0 باراغواي (دور الـ16)
دورة الألعاب الصيفية 1996 نصف النهائي
نيجيريا ٤ البرازيل ٣
كأس الأمم الأوروبية 2000
- فرنسا 2-1 البرتغال (دور الـ4)
- فرنسا 2-1 إيطاليا (المباراة النهائية)

دورة الألعاب الأولمبية الصيفية (السيدات) 2000 

الولايات المتحدة على النرويج
كأس الاتحاد الأوروبي 2001
ليفربول فاز على ديبورتيفو ألافيس
كأس العالم للسيدات لكرة القدم تحت 19 2002
الولايات المتحدة فازت على كندا
بطولة كأس العالم للقارات 2003
فرنسا فازت على الكاميرون - المباراة النهائية
الكأس الذهبية 2003
المكسيك فازت على البرازيل
كأس العالم للسيدات 2003
ألمانيا فازت على السويد
كأس العالم 2002
- السنغال 2-1 السويد - (دور الـ16)
- كوريا الجنوبية 2-1 إيطاليا - (دور 16)
- تركيا 1-0 السنغال - (ربع النهائي)

بطولة كاس العالم للناشئين تحت 20 2003
- اليابان على كوريا (1/2) - دور 16
- الأرجنتين على مصر (1/2) - دور 16
- البرازيل على سلوفاكيا (1/2) - دور 16
- كولومبيا على أيرلندا الشمالية (2/3) - دور 16
- إسبانيا على كندا (1/2) - دور 4
- الأرجنتين على الولات المتحدة (1/2) - دور 4